# Триплет-триплетна анігіляція
Триплет-триплетна анігіляція (англ. triplet-triplet annihilation) — процес, при якому дві частинки, кожна з яких перебуває в триплетному стані, взаємодіють (звичайно при зіткненні) з утворенням однієї частинки в збудженому синглетному стані та другої в основному стані.
Звичайно, але не завжди, супроводжується запізненою флуоресценцією.